# Camptosema
Camptosema é um género botânico pertencente à família Fabaceae.